# Chéri (film)
Chéri är en brittisk-fransk-tysk dramafilm från 2009. Filmen är regisserad av Stephen Frears med manus av Christopher Hampton. Filmen är baserad på romanen Chéri av Colette. I huvudrollerna märks Michelle Pfeiffer och Rupert Friend.

## Handling
Léa är en kurtisan i medelåldern som inte nöjer sig med mindre än det bästa i fråga om rika män, och hon träffar den yngre Fred. Filmen utspelar sig i Frankrike innan första världskriget, under den så kallade Belle Époque.